# Johann Carion
Johann Carion, conosciuto anche come Johannes Carion o col nome italianizzato di Giovanni Carione (Bietigheim, 22 marzo 1499 – 2 febbraio 1537) è stato un astronomo tedesco.

## Biografia
Fu astrologo di corte del principe elettore Gioacchino I di Brandeburgo. Una previsione da lui pubblicata nel 1521 gli fece guadagnare in seguito la reputazione di aver predetto la Riforma protestante, così come una grande alluvione nel 1525 e alcune date apocalittiche. Per il 15 luglio 1524 predisse un'altra alluvione, tanto che Gioacchino I e sua corte fuggirono sul Runder Berg, allora il più alto nella zona del Tempelhofer Berge, a sud dell'allora città di Cölln. Verso le 16:00, dopo aver trascorso gran parte della giornata invano sulla collina, l'elettrice Elisabetta di Danimarca esortò il marito a tornare. Una volta rientrati in città, scoppiò un temporale, durante il quale un fulmine uccise quattro cavalli e i rispettivi cocchieri. Secondo un'altra fonte, la notizia della loro fuga affrettata si diffuse tra i paesani, molti dei quali avevano tentato di raggiungere anche loro la collina, ma ne erano stati tenuti lontani dalle guardie personali dei principi. Al loro ritorno, la folla accolse l'elettore e il suo seguito con risate di scherno.
Successivamente Filippo Melantone si interessò alle sue opere di previsione; Andreas Perlach in un'opera sul passaggio della Cometa di Halley nel 1531 mise in dubbio se i suoi metodi fossero puramente astrologici o implicassero la magia.
La sua morte è attestata nel 1537, anno in cui Melantone comunicò la notizia in una lettera a Jacob Milich.

## Chronica

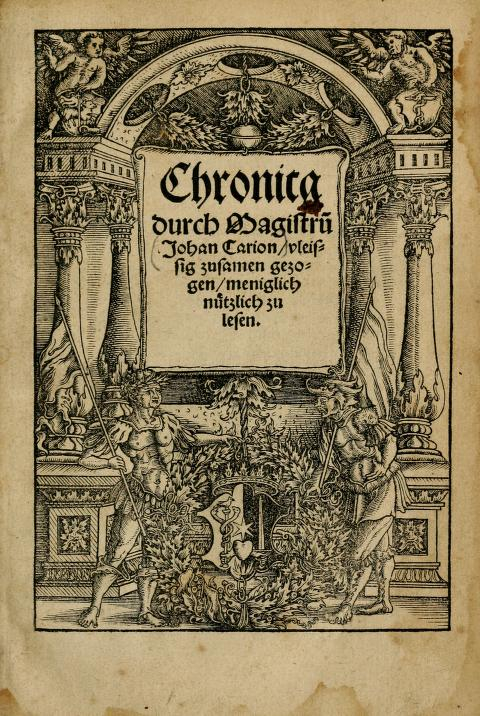
Frontespizio della prima edizione in tedesco del 1532 della Chronica

La sua Chronica divenne un'opera importante nel pensiero millenarista luterano e, più in generale, protestante del Cinquecento. Da un originale, effettivamente scritto da Carione, ciò che rimane a noi oggi è una completa riscrittura in latino, creata per mano Melantone e altri autori. Con Joachim Camerarius il Vecchio, Melantone e altri umanisti luterani. l'opera si trasformò da una cronaca tradizionale in una narrazione degli eventi avvenuti nel Medioevo secondo le ideologie della Riforma. Dopo la morte di Melantone, Kaspar Peucer continuò a curarne la revisione. La caratteristica principale della versione finale è lo schema con cui i fatti vengono proposti: i quattro capitoli si rifanno al tema delle "Quattro monarchie" tratto dal Libro di Daniele, esteso all'idea medievale di translatio imperii. È presente inoltre un secondo schema, detto delle "Tre ere", il cui terzo periodo coincide con l'Impero romano, in cui è incluso anche il Sacro Romano Impero (la quarta monarchia), che secondo le previsioni di Carion sarebbe esistito fino al 2000 d.C. Una parte dell'opera, oggi attribuita a Melantone, conteneva la prima prova della Leggenda di Lotario, una teoria, in seguito confutata, che pretendeva di spiegare perché il diritto romano (come esposto nel Corpus iuris civilis) era la legge del Sacro Romano Impero.

### Edizioni
La prima edizione venne pubblicata in tedesco a Wittenberg nel 1532, venendo poi tradotto in latino da Herman Bonnus e ripubblicato ad Halle nel 1537. Di quest'ultima versione, numerose furono le edizioni e le traduzioni successive: in Inghilterra venne tradotta da Walter Lynne, Thomas Lanquet e ripresa da Thomas Cooper, tanto che quest'ultima divenne nota come Cooper's Chronicle. La prima edizione italiana si ebbe invece nel 1543, stampata da Michele Tramezzino con la traduzione di Pietro Lauro Modonese.
Nel 1567, Pietro Canisio, il più importante esponente della Compagnia di Gesù in Germania all'epoca, scrisse allo storico cattolico Onofrio Panvinio per chiedergli informazioni sulla cronaca che stava preparando: essa intendeva contrastare la Chronica di Carion.  I gesuiti speravano di diffondere il libro in Germania, per contrastare la diffusione del testo riformato di Carion, ma nonostante le grandi aspettative di Canisio, l'opera di Panvinio rimase solo un manoscritto. Di conseguenza, solo alla fine del XVI secolo l'Epitome Historiarum (1598) di Orazio Torsellino diede ai gesuiti una controparte cattolica all'opera dell'astronomo tedesco.